# Evaristo Iglesias
Evaristo Iglesias (Evaristo Iglesias Royero; * 26. Oktober 1925 in San Juan y Martínez; † 12. Mai 2005 in Deltona, Vereinigte Staaten) war ein kubanischer Hürdenläufer und Sprinter.
1955 gewann er bei den Panamerikanischen Spielen in Mexiko-Stadt Bronze über 110 m Hürden.
Bei den Olympischen Spielen 1956 in Melbourne erreichte er über 110 m Hürden das Halbfinale und schied über 100 m im Vorlauf aus.
1959 wurde er bei den Panamerikanischen Spielen in Chicago Vierter über 110 m Hürden.
Seine persönliche Bestzeit über 110 m Hürden von 14,1 s stellte er am 24. Juli 1956 in Ponce auf.